# Danuta Sala
Danuta Sala – polska koszykarka, multimedalistka mistrzostw Polski.

## Osiągnięcia
Drużynowe
- Mistrzyni Polski:
  - 1963, 1965, 1966
  - juniorek (1961)
- Brąz mistrzostw Polski (1960, 1962)
- Zdobywczyni Pucharu Polski (1961, 1966)
- Uczestniczka rozgrywek Pucharu Europy Mistrzyń Krajowych (1964/1965, 1965/1966 – 3. miejsce)